# Malimbe de Cassin
Malimbus cassini
Espèce
Statut de conservation UICN

 LC  : Préoccupation mineure
Le Malimbe de Cassin (Malimbus cassini) est une espèce de passereaux appartenant à la famille des Ploceidae.